# 佐藤ゆき乃
佐藤 ゆき乃（さとう ゆきの、1998年 - ）は日本の小説家、エッセイスト。岩手県二戸郡浄法寺町(現二戸市)出身。東京都町田市在住。

## 経歴
岩手県立盛岡第三高等学校、立命館大学文学部卒業。
地域のスポーツ少年団でサッカーをやっていたことから、高校ではサッカー部のマネージャーとして活動していたが、学業成績不振から当時の担任に「忙しい運動部を辞めて、活動が週2回の文藝部に転部しろ」と半ば強制的に移籍し、文藝活動を始める。
移籍直後の高校2年在学時に書いた短歌で第30回全国高等学校文芸コンクールの優秀賞を受賞(同年、同校の文芸部誌「黎15号」は全国最優秀賞(文部科学大臣賞)受賞)、翌第31回同コンクールでは、小説部門に出品した「うるわしの里」で最優秀賞(文部科学大臣賞)を受賞(同校同学年2名が優良賞を受賞している)。更に同年に書いた他タイトル小説1編、文芸評論、随筆、詩、短歌、俳句等を収めた「黎16号」は同コンクールで優秀賞を受賞している。
立命館大学進学後は、学生劇団「月光斜」に所属・活動し、オリジナル脚本である「ファンタジア」「落涙サーカス」のファンタジー作品2本が上演作に採用された。予期せぬ夏卒業となったことから、学生時代を過ごした街を自分の言葉で残したい、あわよくば賞金が欲しい と思い立ち、第3回京都文学賞応募作「備忘六」を書き上げる。
最優秀賞を受賞した同作は、当初、協力各社からのオファーが無かったらしく、危うく同賞最優秀賞受賞作初の未出版になるかと思われたが、「小さなミシマ社」レーベルから「ビボう六」のタイトルで出版され、重版もされた。
出版作改稿作業に入るまでの間に書きあげた、「ながれる」にて、岩手・宮城・福島MIRAI文学賞最優秀賞を受賞している。